# Партизански одред Славеј
Народноослободилачки партизански одред „Славеј” формиран је на планини Славеј, регион Дебарца, почетком спетембра 1943. годне од људства са подручја Дебараца са око 120 бораца. Од почетка новембра 1943. називан је и батаљон Славеј. До средине новембра је био под командом Штаба Друге оперативне зоне Македоније. 
Када је после капитулације Италије створена слободна територија на подручју између Струге, Дебра, Кичева и Охрида, одред је са делом људства батаљона „Мирче Ацев” затварао правац од Охрида и Струге у клисури реке Сатеске, јужно од села Ботуна, ради псречавања продора немачко-балистичких снага ка слободној територији Дебараца. У овом рејону је децембра 1943. дејствовао самостално, организујући дуж друма Ботун-Охрид положаје за одбрану (противтенковске ровове, митраљеска гнезда) и припремивши за рушење друма и остале приказе ка слободној територији. У борбама 14. октобра, заједно са сеоским стражама, одбио је напад немачко-балистичке колоне према Дебарцима.
Почетком децембра немачко-балистичке снаге из Струге продрле су у Дебарца и одбациле одред на планину Караорман. После одласка Прве македонско-косовске бригаде 5/6. децембра 1943. за Меглен људство одреда „Славеј” је са тешким рањеницима и позадинским органима прешло у илегалност, задржавајући се на планинама Караорману и Славеју. После повратка Прве македонско-косовске бригаде у Дебарца, маја 1944, одред је ушао у њен састав.